# 細川慎弥
細川 慎弥（ほそかわ しんや、1981年4月1日 - ）は、日本のレーシングドライバー。福岡県出身。

## プロフィール
- 身長：179cm
- 体重：62kg
- 血液型：Rh+O型

## 経歴
父親の勧めでカートを始め、中学卒業後 進学せず走り続けたが、地元のカートのコーチとの対立により、そこを後にする。
1999年にはイギリスに渡り、フォーミュラ・フォードウインターシリーズに参戦している。2000年に帰国し、鈴鹿サーキットレーシングスクール（SRS-F）を受講し、卒業。2001年はフォーミュラ・ドリームに参戦し、シリーズチャンピオンを獲得した。そのスカラシップにより、2002年にはイギリス・フォーミュラ3選手権に参戦し、1勝するもシリーズ14位に終わった。2003年は全日本F3選手権に参戦するも、思ったほどの成績が残せずフォーミュラでのシートを失う。
2004年より全日本GT選手権（現 SUPER GT）のGT300クラスに参戦した。初年度はマシンのポテンシャルが低いせいもあり、活躍 出来ずに終わったが、2005年はEBBRO M-TEC NSXで、チャンピオン争いを演じるが、惜しくも2位に終わった。
2006年からは、その実績が買われGT500クラスにステップアップし、高橋国光監督率いるチーム国光でセバスチャン・フィリップと共にRAYBRIG NSXをドライブすることになった。そして、9月第7戦ツインリンクもてぎにて初の綜合優勝を獲得。続く第8戦オートポリスでも2位でチェッカーを受けるも、ピット作業違反で3位に。しかし、ポイントランキングではトップに立った。最終戦では、100kgのウエイトハンディを背負ったためマシンのスピードに欠き苦戦し、更にチームメイトがドライビング時にペナルティを受けてしまい2位でシリーズを終え、惜しくもルーキーイヤーでのシリーズタイトル獲得を逃した。2007年は、セバスチャン・フィリップが移籍したためチームメイトがドミニク・シュワガーに変わり、第2戦・第4戦・第7戦で3度2位に入るも、シリーズ3位に終わった。2008年は、チームメイトが井出有治に変わった以後2009年シリーズまで在籍していたが、2010年からはGT500クラスのシートを離れている。
2010年は、GT300クラスチームのJLOCにてリール・ランボルギーニ RG-3をドライブ。しかしシーズン途中でシート喪失。それ以降レース活動はしていなかったが、2012年9月17日・18日にJLOCにてSUPER GTの公式テストに参加。2013年からは再びランボルギーニでGTに参戦している。

## レース戦績
- 1995年 - ヤマハドリームカップ（シリーズチャンピオン）
- 1996年
  - ヤマハ・レーシングカート・YZ80クラス（シリーズ3位）
  - ヤマハ・レーシングカート・FPクラス（シリーズ2位）
  - スーパカート全国大会
- 1997年
  - ヤマハ・レーシングカート・YZ80クラス（シリーズ2位）
  - ヤマハ・レーシングカート・FPクラス（シリーズ2位）
  - 九州地方選手権
- 1998年 - 全日本カート選手権・FAクラス
- 1999年
  - 全日本カート選手権・ICAクラス
  - イギリス・フォーミュラフォード・ウインターシリーズ
- 2000年 - SRS-F入校（スカラシップ獲得）
- 2001年
  - フォーミュラドリーム（#14 SRS-F スカラシップFD／FD-99 MF224）（シリーズチャンピオン・9勝）
  - 全日本F3選手権＜Rd.18,19＞（無限×童夢プロジェクト #11 APPRESSO無限F300／ダラーラF300 MF204B）（シリーズ20位）
  - 第30回インターナショナル Pokka 1000km・GT500クラス（無限×童夢プロジェクト #18 TAKATA童夢NSX／NSX NA2 C32B）（総合4位）
- 2002年 - イギリスF3選手権（シリーズ14位・1勝）
- 2003年 - 全日本F3選手権＜Rd.1～12＞（#1 ディグレ無限F106／ローラ童夢F106 MF204C）（シリーズ6位・1勝）
- 2004年
  - 全日本GT選手権・GT300クラス（A&S RACING #9 ADVANK-STADIUM MT／MOSLER MT900R）（シリーズ19位）
  - Super 耐久シリーズ・Class3＜Rd.3以降＞（TRACY SPORT #79 TAITEC ADVAN NSX／NA2）（シリーズ4位）
  - 第11回十勝24時間レース・ClassN+（TEAM 5ZIGEN #5 5ZIGEN ACCORD／CL7）（総合19位･クラス3位）
- 2005年 - SUPER GT・GT300クラス（M-TEC Co.LTD #0 EBBRO M-TEC NSX／NSX LA-NA2 C32B）（シリーズ2位・2勝）
- 2006年 - SUPER GT・GT500クラス（TEAM KUNIMITSU #100 RAYBRIG NSX／NSX NA2 C32B）（シリーズ2位・1勝）
- 2007年 - SUPER GT・GT500クラス（TEAM KUNIMITSU #100 RAYBRIG NSX／NSX NA2 C32B）（シリーズ3位）
- 2008年 - SUPER GT・GT500クラス（TEAM KUNIMITSU #100 RAYBRIG NSX／NSX NA2 C32B）（シリーズ11位）
- 2009年 - SUPER GT・GT500クラス（TEAM KUNIMITSU #100 RAYBRIG NSX／NSX NA2 C32B）（シリーズ15位）
- 2010年 - SUPER GT・GT300クラス（JLOC #88 リール ランボルギーニ RG-3）（シリーズ18位）
- 2013年 - SUPER GT・GT300クラス（JLOC #86 クリスタルクロコ ランボルギーニ GT3）（シリーズ13位）
- 2014年 - SUPER GT・GT300クラス（JLOC #86 クリスタルクロコ ランボルギーニ GT3）（シリーズ12位）
- 2015年 - SUPER GT・GT300クラス＜Rd.1～5＞（Audi Team Racing Tech #86 クリスタルクロコ ランボルギーニ GT3）（シリーズ21位）
- 2016年 - SUPER GT・GT300クラス（JLOC #87 triple a ランボルギーニ GT3）（シリーズ19位）
- 2017年 - SUPER GT・GT300クラス（JLOC #87 ショップチャンネル ランボルギーニ GT3）（シリーズ13位）

### イギリス・フォーミュラ3選手権
| 年     | チーム                     | エンジン | クラス | 1         | 2         | 3        | 4         | 5        | 6        | 7       | 8       | 9         | 10      | 11        | 12       | 13       | 14       | 15      | 16       | 17    | 18       | 19        | 20      | 21       | 22      | 23       | 24        | 25        | 26       | 27       | 順位 | ポイント |
| ------ | -------------------------- | -------- | ------ | --------- | --------- | -------- | --------- | -------- | -------- | ------- | ------- | --------- | ------- | --------- | -------- | -------- | -------- | ------- | -------- | ----- | -------- | --------- | ------- | -------- | ------- | -------- | --------- | --------- | -------- | -------- | ---- | -------- |
| 2002年 | カーリン・モータースポーツ | 無限     | C      | BRH 1 Ret | BRH 2 Ret | DON 1 23 | DON 2 Ret | SIL 1 10 | SIL 2 12 | KNO 1 8 | KNO 2 5 | CRO 1 DNS | CRO 2 C | SIL 1 Ret | SIL 2 15 | CAS 1 20 | CAS 2 16 | BRH 1 9 | BRH 2 10 | ROC 1 | ROC 2 13 | OUL 1 Ret | OUL 2 6 | SNE 1 21 | SNE 2 9 | SNE 3 15 | THR 1 Ret | THR 2 DNS | DON 1 16 | DON 2 13 | 12位 | 51       |

- 太字はポールポジション、斜字はファステストラップ。(key)

### 全日本フォーミュラ3選手権
| 年     | チーム                | エンジン | クラス | 1       | 2       | 3       | 4       | 5         | 6       | 7       | 8       | 9     | 10      | 11    | 12    | 13    | 14    | 15    | 16    | 17    | 18       | 19      | 20    | 順位 | ポイント |
| ------ | --------------------- | -------- | ------ | ------- | ------- | ------- | ------- | --------- | ------- | ------- | ------- | ----- | ------- | ----- | ----- | ----- | ----- | ----- | ----- | ----- | -------- | ------- | ----- | ---- | -------- |
| 2001年 | 無限×童夢プロジェクト | 無限     |        | SUZ 1   | SUZ 2   | TSU 1   | TSU 2   | FSW 1     | FSW 2   | MIN 1   | MIN 2   | TRM 1 | TRM 2   | SUZ   | SUG 1 | SUG 2 | SEN 1 | SEN 2 | TAI 1 | TAI 2 | TRM 1 11 | TRM 2 9 |       | 20位 | 2        |
| 2003年 | 株式会社無限          | 無限     |        | SUZ 1 8 | SUZ 2 9 | FSW 1 6 | FSW 1 3 | TAI 1 Ret | TAI 2 4 | TRM 1 4 | TRM 2 3 | SUZ 1 | SUZ 2 3 | SUG 1 | SUG 2 | TSU 1 | TSU 2 | SUG 1 | SUG 2 | MIN 1 | MIN 2    | TRM 1   | TRM 2 | 5位  | 109      |

- 太字はポールポジション、斜字はファステストラップ。(key)

### 全日本GT選手権/SUPER GT
| 年     | チーム                | 使用車両                              | クラス | 1       | 2       | 3       | 4       | 5       | 6      | 7       | 8      | 9       | 順位 | ポイント |
| ------ | --------------------- | ------------------------------------- | ------ | ------- | ------- | ------- | ------- | ------- | ------ | ------- | ------ | ------- | ---- | -------- |
| 2004年 | A&S RACING            | モスラー・MT900R                      | GT300  | TAI 12  | SUG 18  | SEP 11  | TOK 14  | TRM 7   | AUT 16 | SUZ Ret |        |         | 19位 | 4        |
| 2005年 | M-TEC CO.,LTD.        | ホンダ・NSX                           | GT300  | OKA 3   | FSW 1   | SEP 9   | SUG 2   | TRM 12  | FSW 1  | AUT 7   | SUZ 2  |         | 2位  | 81       |
| 2006年 | TEAM KUNIMITSU        | ホンダ・NSX                           | GT500  | SUZ 7   | OKA 2   | FSW Ret | SEP 4   | SUG 11  | SUZ 9  | TRM 1   | AUT 3  | FSW 13  | 2位  | 79       |
| 2007年 | TEAM KUNIMITSU        | ホンダ・NSX                           | GT500  | SUZ Ret | OKA 2   | FSW 5   | SEP 2   | SUG 12  | SUZ 4  | TRM Ret | AUT 2  | FSW 7   | 3位  | 64       |
| 2008年 | TEAM KUNIMITSU        | ホンダ・NSX                           | GT500  | SUZ 13  | OKA 9   | FSW 4   | SEP 5   | SUG 5   | SUZ 2  | TRM 16  | AUT 9  | FSW Ret | 11位 | 41       |
| 2009年 | TEAM KUNIMITSU        | ホンダ・NSX                           | GT500  | OKA 7   | SUZ 12  | FSW     | SEP 4   | SUG 4   | SUZ 9  | FSW 12  | AUT    | TRM 8   | 15位 | 24       |
| 2010年 | JLOC                  | ランボルギーニ・ガイヤルド RG-3       | GT300  | SUZ DNQ | OKA 16  | FSW 17  | SEP 7   | SUG 14  | SUZ 15 | FSW C   | TRM    |         | 18位 | 4        |
| 2013年 | JLOC                  | ランボルギーニ・ガイヤルド LP600+ GT3 | GT300  | OKA 19  | FSW 3   | SEP 9   | SUG 12  | SUZ Ret | FSW 3  | AUT 13  | TRM 13 |         | 13位 | 24       |
| 2014年 | JLOC                  | ランボルギーニ・ガイヤルド GT3 FL2    | GT300  | OKA 7   | FSW Ret | AUT 6   | SUG 6   | FSW 3   | SUZ 17 | BUR Ret | TRM 20 |         | 12位 | 25       |
| 2015年 | Audi Team Racing Tech | アウディ・R8 LMS ウルトラ             | GT300  | OKA 4   | FSW 10  | CHA 16  | FSW Ret | SUZ 17  | SUG    | AUT     | TRM    |         | 21位 | 9        |
| 2016年 | JLOC                  | ランボルギーニ・ウラカンGT3           | GT300  | OKA 13  | FSW 8   | SUG 22  | FSW 19  | SUZ 17  | CHA 19 | TRM 8   | TRM 11 |         | 19位 | 6        |
| 2017年 | JLOC                  | ランボルギーニ・ウラカンGT3           | GT300  | OKA 11  | FSW 4   | AUT 18  | SUG 19  | FSW 12  | SUZ 3  | CHA 12  | TRM 11 |         | 13位 | 21       |

- 太字はポールポジション、斜字はファステストラップ。(key)